# Dieter Elsneg
Dieter Elsneg (ur. 4 lutego 1990 w Wagnie) – austriacki piłkarz grający na pozycji napastnika w SV Ried.

## Kariera klubowa

### Kariera juniorska
Karierę rozpoczął w 1997 w SV Straß. W 2004 trafił do Grazer AK.

### Kariera seniorska
W 2006 został włączony do pierwszego zespołu. W 2008 przeszedł do Frosinone Calcio. W styczniu 2010 został wypożyczony do Sampdorii. W tym samym roku trafił do Kapfenberger SV. Był tam jednak na wypożyczeniu, a definitywny transfer do tego klubu miał miejsce dopiero w czerwcu 2011. W czerwcu 2013 został wypożyczony do SV Grödig. Tuż po powrocie z wypożyczenia, został sprzedany do zespołu SV Ried.

## Kariera reprezentacyjna
Elsneg grał w młodzieżowych kadrach Austrii: U-16, U-17, U-18, U-19, U-20 i U-21.